# Шекербулак
Шекербула́к (каз. Шекербұлақ) — село у складі Сауранського району Туркестанської області Казахстану. Входить до складу Жуйнецького сільського округ.
До 2007 року село називалось Кизилжол.
Населення — 1600 осіб (2021; 1414 у 2009, 1407 у 1999, 1280 у 1989).